# Philipp Meurer
Philipp Meurer (* um 1554 in Leipzig; † 1607) war ein deutscher Rechtsgelehrter. Er war dänischer Rat und holsteinischer Vizekanzler. 

## Leben
Er war der Sohn des aus dem erzgebirgischen Altenberg stammenden Mediziners und Pädagogen Wolfgang Meurer und wurde in der Messestadt Leipzig geboren. Bereich früh verließ er das Kurfürstentum Sachsen und ließ sich in der reichsfreien Hansestadt Hamburg nieder, wo er nach erfolgreichem Studium der Rechtswissenschaften zum Dr. iur. promovierte und im Jahre 1588 zum Syndikus ernannt wurde und dieses Amt bis 1596 ausübte.
Am 12. März 1596 wurde er durch Herzog Johann Adolf von Schleswig-Holstein-Gottorf zum holsteinischer Vizekanzler berufen. Bereits ein Jahr später wechselte er als Präsident nach Husum. Er war außerdem zeitweise auch als Rat im Dienst der Königs von Dänemark tätig.
Sein Wirken in Husum ist vor allem durch langjährige Auseinandersetzungen mit dem Pfarrer Johann Neocorus (* 1566) geprägt. Er wurde 1603 wegen schlechter Amtsführung in Husum abgesetzt. Danach verliert sich seine Spur.

## Familie
Philipp Meurer heiratete Catharina, die Tochter des Syndikus' Wilhelm Moller. Aus ihrer Ehe gingen zahlreiche Kinder hervor, darunter
- Johann Christoph Meurer (1598–1652), Dr. jur., fürstlich.-holsteinischer und gräfl. schauenburgischer Rat und Syndikus der Stadt Hamburg
- Wolfgang Meurer (* 1599), der Rechte Lic. und Sekretär der Stadt Hamburg
- Wilhelm Meurer, Stallmeister der Stadt Hamburg
- Hieronymus Meurer, Bürger und Kaufmann in Hamburg
- Nicolaus Meurer, beider Rechte Lic. in Wien